# David Jarolím
David Jarolím [ˈdavid ˈjarɔ̹liːm] (* 17. Mai 1979 in Čáslav) ist ein ehemaliger tschechischer Fußballspieler.
Als Aktiver absolvierte er 318 Partien in der Bundesliga, davon 257 für den Hamburger SV. Überdies spielte er kurzzeitig in Frankreich und zum Karriereausklang in Tschechien, wo er 2014 seine Karriere beendete. Mit der tschechischen Nationalmannschaft nahm er an der Weltmeisterschaft 2006 in Deutschland sowie an der Europameisterschaft 2008 in Österreich und der Schweiz teil.
Nach seiner Spielerlaufbahn war er zunächst als Sportdirektor und als Co-Trainer beim tschechischen Erstligisten FK Mladá Boleslav tätig. Von Januar 2021 bis April 2022 arbeitete er als Trainer des FK Ústí nad Labem.

## Karriere

### Laufbahn im Verein
In Čáslav geboren, verbrachte Jarolím einen Teil seiner Kindheit in Frankreich und begann mit dem Fußball in der Jugendabteilung des FC Rouen; für den Zweitligisten war sein Vater Karel von 1987 bis 1990 als Fußball-Profi tätig. Nach Rückkehr der Familie in sein Geburtsland setzte er den Fußball in der Jugendabteilung von Slavia Prag fort. Mit Slavia wurde er tschechischer A-Jugendmeister. 1995 wechselte er zum FC Bayern München. Am 3. Mai 1997 debütierte er in der Regionalliga Süd für die Amateure des FCB. Zur Saison 1997/98 rückte er in den Profikader, spielte aber überwiegend für die Amateure. Seine einzigen Einsätze für die Profimannschaft des FC Bayern absolvierte er am 13. April 1999 bei der 1:2-Niederlage in Kaiserslautern, als er für Ali Daei in der 80. Minute eingewechselt wurde, am 17. Juli 1999 beim 2:1-Sieg im Ligapokalfinale gegen Werder Bremen, als er für Lothar Matthäus in der 79. Minute eingewechselt wurde und am 22. März 2000 bei der 0:2-Niederlage im letzten Zwischenrundenspiel der Champions League bei Dynamo Kiew, als er für Roque Santa Cruz in der 77. Minute zum Einsatz kam.
2000/01 wechselte er zum Zweitligisten 1. FC Nürnberg, für den er am 20. August 2000 beim 2:0-Heimsieg über den LR Ahlen mit dem Führungstreffer auch sein erstes Tor erzielte. Dem 1. FC Nürnberg – mit dem er zwischenzeitlich für zwei Spielzeiten auf- und in seinem letzten Jahr wieder abstieg – gehörte er bis zum 31. August 2003 an. Von 2003 bis 2012 stand er beim Bundesligisten Hamburger SV unter Vertrag. Am 15. Dezember 2005 spielte Jarolím im Rahmen des UEFA-Pokals gegen die Mannschaft, in der sein Bruder Lukáš mitwirkte: Der Hamburger SV siegte im Heimspiel mit 2:0 gegen Slavia Prag. Zur Saison 2006/07 wurde er von Trainer Thomas Doll zum stellvertretenden Mannschaftskapitän bestimmt. Nach dem Weggang von Rafael van der Vaart wurde Jarolím 2008/09 die Kapitänsbinde übertragen, die er unter Trainer Armin Veh an Neuzugang Heiko Westermann abtreten musste. Am 21. April 2009 verlängerte er seinen Vertrag bis zum 30. Juni 2012.
Unter Armin Veh war Jarolím nicht mehr unumstrittener Stammspieler, so auch unter dessen Nachfolgern Michael Oenning und Thorsten Fink. Jarolím saß die meiste Zeit auf der Bank und kam nur vereinzelt zu Kurzeinsätzen. Ein Abgang in der Winterpause der Saison 2011/12 galt als sicher, da ihm Sportchef Frank Arnesen bei einem möglichen Wechsel keine Steine in den Weg legen wollte und ihn ablösefrei hätte gehen lassen. Ihm wurden auf seiner Position im defensiven Mittelfeld Gojko Kačar, Tomás Rincón und Robert Tesche vorgezogen. Nach nicht zufriedenstellenden Leistungen des defensiven Mittelfelds zum Start der Rückrunde, bei dem man eine 1:5-Heimniederlage gegen Borussia Dortmund kassierte, kehrte Jarolím nach guten Trainingsleistungen am folgenden Spieltag beim 2:1-Auswärtssieg gegen Hertha BSC wieder in die Startelf zurück. Trainer Fink ließ nach seiner guten Leistung verlauten, dass Jarolím „ein Teil der Mannschaft“ sei und „in den nächsten Monaten wichtig für das Team“ sein könne. Ein Wechsel in der Winterpause war somit vom Tisch. Im Laufe der Rückrunde entwickelte sich Jarolím zum Stammspieler und Leistungsträger im Abstiegskampf. Er war laut Kritikern in vielen Spielen der „beste Mann“ der Hamburger. Sein zum Saisonende auslaufender Vertrag wurde vom Verein allerdings nicht verlängert. Am 33. Spieltag sicherte sich der HSV in seinem letzten Heimspiel durch ein 0:0-Unentschieden gegen den 1. FSV Mainz 05 den Klassenerhalt. Nach dem Spiel wurde Jarolím, zu diesem Zeitpunkt dienstältester Profi, offiziell verabschiedet.
Am 29. August 2012 schloss sich Jarolím für die Saison 2012/13 dem französischen Erstligisten FC Évian Thonon Gaillard an. Sein Ligadebüt erfolgte am 15. September 2012 (5. Spieltag) beim 3:0-Sieg im Heimspiel gegen den SC Bastia. Nach nur knapp drei Monaten bat er Ende November 2012 aus „persönlichen Gründen“ um eine Vertragsauflösung, der zugestimmt wurde. Insgesamt kam er für Évian TG zu fünf Einsätzen in der Liga und einem Pokaleinsatz.
Am 15. Januar 2013 wurde er bis zum Ende der Saison 2012/13 von FK Mladá Boleslav verpflichtet. Sein Ligadebüt gab er am 24. Februar 2013 beim 1:0-Sieg im Heimspiel gegen den 1. FK Příbram. Sein erstes Tor gelang ihm am 23. Februar 2014 beim 2:2-Unentschieden im Auswärtsspiel gegen Slovan Liberec mit dem Anschlusstreffer zum 1:2 in der 71. Minute. Wegen körperlicher Beschwerden – Knie und Sprunggelenk waren seit Jahren nicht mehr schmerzfrei – beendete Jarolim seine Fußballkarriere.
Für die Zeit danach war eine Rückkehr zum Hamburger SV als Trainer angedacht.

### Nationalmannschaft
Jarolím bestritt Spiele in der tschechischen U15-, U16-, U18-, U20- und U21-Nationalmannschaft. Am 3. Oktober 2005 wurde er nach guten Leistungen beim Hamburger SV erstmals für die tschechische A-Nationalmannschaft für die Qualifikationsspiele zur WM 2006 gegen Niederlande und Finnland nominiert. Am 8. Oktober 2005 gab er im WM-Qualifikationsspiel gegen die Niederlande in Prag sein Debüt, als er in der 76. Minute für Jiří Štajner eingewechselt wurde. Der damalige Nationaltrainer Karel Brückner berief ihn in den Kader für die Weltmeisterschaft 2006. In den ersten beiden Gruppenspielen, in denen es unter anderem einen 3:0-Sieg gegen die USA gab, wurde Jarolím nicht eingesetzt. Zu seinem ersten Einsatz im Turnier kam er im letzten Gruppenspiel gegen Italien, das im Volksparkstadion ausgetragen wurde. Jarolím wurde in der 64. Minute beim Spielstand von 0:1 aus Sicht der Tschechen für Milan Baroš eingewechselt. Die 0:2-Niederlage gegen den späteren Titelträger konnte er nicht mehr verhindern. Tschechien schied nach der Gruppenphase aus.
In der Qualifikation zur Europameisterschaft 2008 setzten sich die Tschechen als Gruppensieger vor Deutschland durch. Jarolím kam in sechs Spielen zum Einsatz, wobei ihm im ersten Spiel ein Tor und eine Vorlage gelang. In den beiden Spielen gegen die DFB-Auswahl kam er nicht zum Einsatz, so auch nicht beim 3:0-Sieg in der Münchner Allianz-Arena. Jarolím schaffte den Sprung in den EM-Kader und stand in der Startformation im ersten Gruppenspiel gegen die Schweiz, dem Eröffnungsspiel. In den nächsten beiden Partien gegen Portugal und gegen die Türkei wurde er eingewechselt. Auch bei der EM 2008 schied Tschechien nach der Gruppenphase aus.
In der Qualifikation zur Weltmeisterschaft 2010 belegte Tschechien hinter dem Nachbarn aus der Slowakei und hinter Slowenien den dritten Platz, womit die Qualifikation verfehlt wurde. Jarolím kam in der Qualifikation zu sechs Einsätzen. Seinen letzten Einsatz für die Landesauswahl hatte er am 14. Oktober 2009, als er im letzten WM-Qualifikationsspiel gegen Nordirland in der Anfangsformation stand und nach 83 Minuten durch Michal Papadopulos ersetzt wurde.

## Laufbahn als Trainer und Funktionär
Ab Sommer 2014 war Jarolím für rund dreieinhalb Jahre als Sportdirektor bzw. Co-Trainer beim FK Mladá Boleslav tätig. Von September 2018 bis Juni 2019 trainierte er den tschechischen Drittligisten SC Olympia Radotín, einen Prager Stadtteilverein. Im Herbst 2019 war er für zwei Spiele für den Drittligisten SK Rakovník tätig. Von Januar 2020 an war er Trainer der U19-Mannschaft von FK Slavoj Vyšehrad, ehe er Anfang 2021 den die Zweitligamannschaft des FK Ústí nad Labem übernahm.

## Erfolge

### Als Spieler
- Deutscher Meister: 1999, 2000
- DFB-Pokalsieger :1998, 2000
- Deutscher Ligapokalsieger: 1997, 1998, 1999

### Als Funktionär
- Tschechischer Pokalsieger: 2016